# イブライム・フェレール

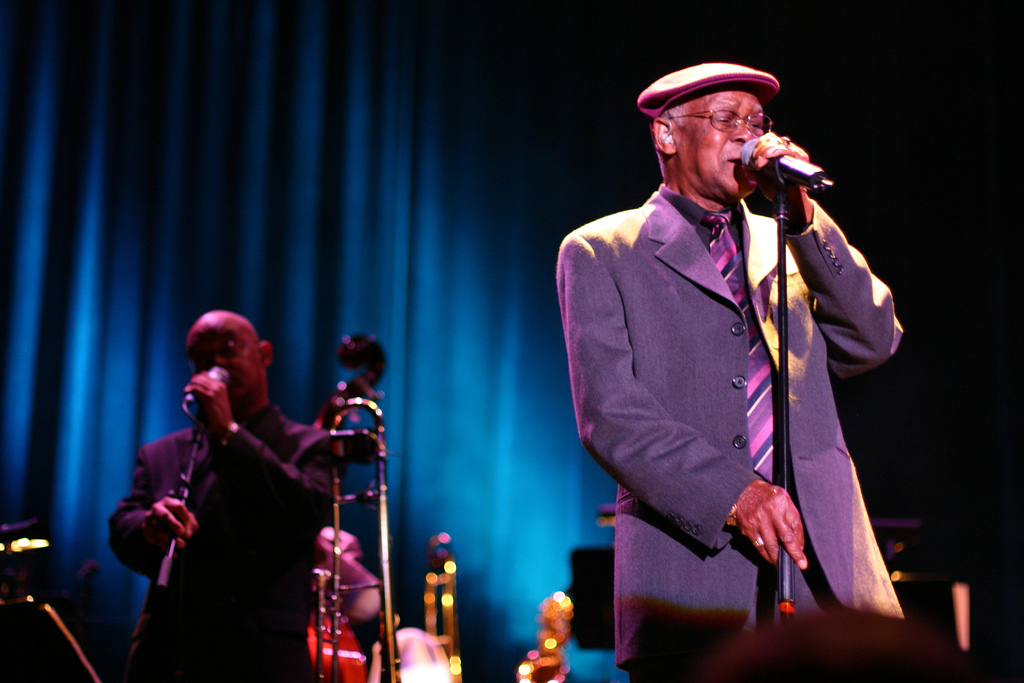
イブライム・フェレール

イブライム・フェレール（Ibrahim Ferrer, 1927年2月20日 - 2005年8月6日）は、キューバのアフロ・キューバン歌手。

## 来歴
1927年2月20日、キューバ東部のサンティアーゴ・デ・クーバ (Santiago de Cuba) に生まれる。12歳の時、母親を喪う。物売りや大工、街角で歌うなどして暮らし、その後従兄弟とピネオというグループを結成、祭で歌声を披露していた。1953年、キューバ革命前後に人気があったキューバの歌手であるパチョ・アロンソのグループ「ロス・ボクコース」に参加。1959年ハバナに移住。1962年にはフランス共産党の招きで、ヨーロッパ、ソビエト連邦などを巡演。モスクワ・レニングラード劇場で公演。当時の書記長フルチショフに会っている。しかし、歌いたかったボレロを歌わせてもらえず、他の歌を歌っても一向に名前がクレジットされないため歌うのをやめてしまう。1996年にブエナ・ビスタ・ソシアル・クラブに参加するまでは、キャラメルを売ったり、靴磨きをして暮らしていた。そのお金で休日にラム酒を飲むのを何よりも楽しみにしていたという。
ある日、アメリカのギタリストであるライ・クーダーのいるスタジオに連れて行かれ、ボレロを録音した。ライ・クーダーはキューバのナット・キング・コールと賞賛した。イブライムは「まさかこうやって歌い始めて、自分の国を代表するボレロ歌手になれるとは思わなかった」と懐述している。それが1997年発売のアルバム「ブエナ・ビスタ・ソシアル・クラブ」で、グラミー賞を獲得した。1998年にはヨーロッパやニューヨークで公演を果たしている。その後、同名のドキュメンタリー映画「ブエナ・ビスタ・ソシアル・クラブ」が制作され、日本を含む世界各国でキューバ音楽ブームを引き起こす。その後も相次いでアルバムを発表し、ブエナ・ビスタ・ソシアル・クラブの一員として精力的に活躍していた。
ヨーロッパ公演から帰国直後の2005年8月6日、多臓器不全のため入院先のハバナの病院で死去した。以前から肺気腫を患っていたとされる。享年78歳。